# Dilatatoplia henrici
Dilatatoplia henrici är en skalbaggsart som beskrevs av Leon Fairmaire 1899. Dilatatoplia henrici ingår i släktet Dilatatoplia och familjen Melolonthidae. Inga underarter finns listade i Catalogue of Life.